# Rugbrødsbagning
|  | Denne artikel er oprettet af botten Steenthbot ud fra en ekstern database. Den kan derfor have sproglige fejl eller mangler. Denne skabelon kan fjernes efter kontrol af indholdet. |

Rugbrødsbagning er en dansk dokumentarisk optagelse fra 1929.

## Handling
Rugbrødsbagning ved Ansgård, Kjølvrå i Midtjylland, 28. juni 1929.